# Plaza Ercilla
La Plaza Ercilla es un parque urbano ubicado en la comuna chilena de Santiago, en la Región Metropolitana. Su nombre se debe en homenaje al escritor y militar español, Alonso de Ercilla, autor del poema épico La Araucana, el cual narra episodios del inicio de la Conquista de Chile. 

## Componentes
El parque cuenta como elemento principal con una rotonda en la esquina norponiente, donde se encuentra emplazado el Monumento a Alonso de Ercilla, obra donada por la comunidad española residente en el país sudamericano durante las celebraciones del Centenario de Chile en 1910, en agradecimiento al pueblo chileno. Se trata de dos estatuas hechas en bronce, puestas sobre un pedestal hechas por el escultor español, Antonio Coll y Pi. La primera es sobre la figura de Alonso de Ercilla sentado con una pose meditativa y sosteniendo una pluma de ave, mientras que a sus espaldas se encuentra de pie y mirando hacia el horizonte una mujer mapuche (probablemente una joven machi), sosteniendo una rama de laurel. En su iconografía se representa como la personificación de la obra de Ercilla, La Araucana.

## Entorno
En el entorno inmediato de la plaza, por la Avenida Blanco Encalada se encuentra en el costado Este el Edificio Ejército Bicentenario (Ex Arsenales de Guerra), sede de la Comandancia en jefe del Ejército de Chile; mientras que por el costado Sur se ubica el Parque O'Higgins. Al costado Oeste se emplaza la Facultad de Ciencias Físicas y Matemáticas de la Universidad de Chile.